# Centaurium maritimum
Centaurium maritimum är en gentianaväxtart som först beskrevs av Carl von Linné, och fick sitt nu gällande namn av Karl Fritsch. Centaurium maritimum ingår i släktet aruner, och familjen gentianaväxter. Inga underarter finns listade i Catalogue of Life.